# Hemidactylus agrius
Hemidactylus agrius este o specie de șopârle din genul Hemidactylus, familia Gekkonidae, descrisă de Vanzolini 1978. Conform Catalogue of Life specia Hemidactylus agrius nu are subspecii cunoscute.